# Елеонора Митрофанова
Елеонора Валентиновна Митрофанова (на руски: Элеоно́ра Валенти́новна Митрофа́нова) е съветска и руска икономистка, дипломат и депутат.
Назначена е за посланик на Русия в България с указ на руския президент Владимир Путин от 15 януари 2021 г. С друг указ от същия ден е освободен от тази длъжност Анатолий Макаров.

## Биография
Родена е на 11 юни 1953 г. в Сталинград, СССР. Дъщеря е на Валентин Митрофанов, висш служител в Държавния планов комитет (Госплан) на СССР. По-малкият ѝ брат Алексей Митрофанов (р. 1962), завършва през 1983 г. Факултета по международни икономически отношения в МГИМО, е също политик (депутат в Държавната дума, член на ЛДПР и „Справедлива Русия“, както и телевизионен и радиоводещ, продуцент, писател (сценарист, прозаик), актьор.
Завършва Московския държавен институт по международни отношения по специалност „Международни икономически отношения“ с квалификация „икономист-международник“ през 1975 г. Владее английски, испански и френски език.
Кандидат е на икономическите науки, доктор по икономика и мениджмънт, действителен член (академик) на Международната академия по мениджмънт (Москва). Член е на Управителния съвет на Асоциацията по международно морско право. Автор е на редица научни работи по международен транспорт.
Работи в научноизследователския институт по морски транспорт „Союзморниипроект“ (1976 – 1991). После е генерален директор на юридическата фирма „Эколекс“ в Москва до 1993 г.
В периода 1993 – 1995 г. е депутат в Държавната дума на Русия от Либерално-демократическата партия, след това е одитор в Сметната палата на Русия (1995 – 2001).
Заема длъжността заместник генерален директор на ЮНЕСКО от 2001 до 2003 г. След този висок пост е първи заместник-министър на външните работи на Русия (2003 – 2004) – първата жена на такава висока длъжност в руската дипломация.
Тя е ръководител на Руския център за международно научно и културно сътрудничество (2004 – 2008) при МВнР и приемника му Федерална агенция „Россотрудничество“ (2008 – 2009, 2017 – 2020). Постоянен делегат е на Русия в ЮНЕСКО (2009 – 2016).